# Ramer (Tennessee)
Ramer es una ciudad ubicada en el condado de McNairy en el estado estadounidense de Tennessee. En el Censo de 2010 tenía una población de 319 habitantes y una densidad poblacional de 72,11 personas por km².

## Geografía
Ramer se encuentra ubicada en las coordenadas 35°4′18″N 88°36′55″O / 35.07167, -88.61528. Según la Oficina del Censo de los Estados Unidos, Ramer tiene una superficie total de 4.42 km², de la cual 4.42 km² corresponden a tierra firme y (0%) 0 km² es agua.

## Demografía
Según el censo de 2010, había 319 personas residiendo en Ramer. La densidad de población era de 72,11 hab./km². De los 319 habitantes, Ramer estaba compuesto por el 90.91% blancos, el 7.52% eran afroamericanos, el 0% eran amerindios, el 0.63% eran asiáticos, el 0% eran isleños del Pacífico, el 0% eran de otras razas y el 0.94% pertenecían a dos o más razas. Del total de la población el 0.94% eran hispanos o latinos de cualquier raza.